# 安康公寓

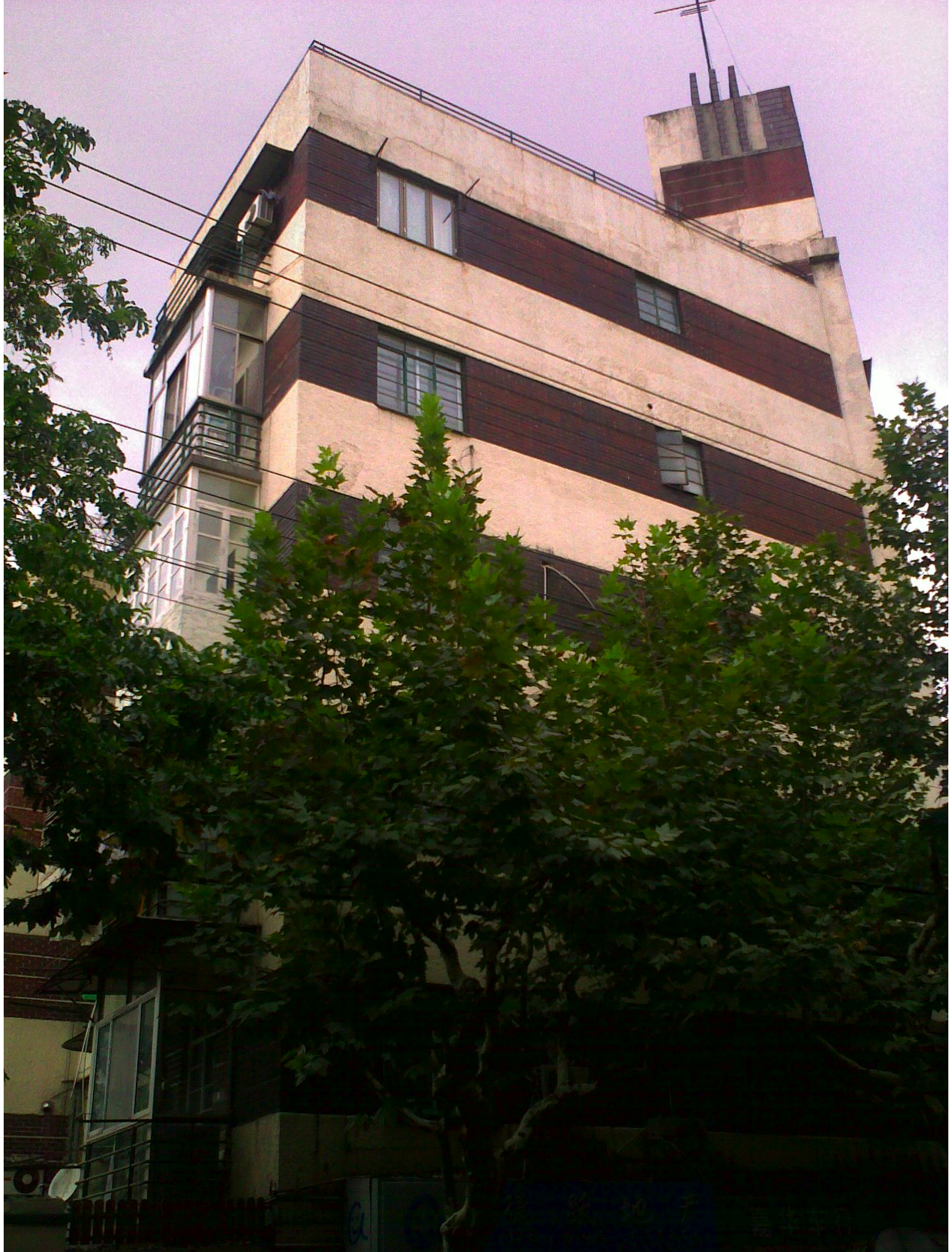
巨福公寓

安康公寓是位于上海市徐汇区乌鲁木齐南路176号的一处历史公寓住宅，处于乌鲁木齐南路西侧，建国西路、永嘉路之间。

## 历史
公寓原名巨福公寓（英語：Defour Apartments），因处于法租界巨福路（即今乌鲁木齐南路）而得此名。公寓建于20世纪30年代，由陶记营造厂承建。建成后公寓内曾居住不少在沪工作的外侨，他们大多是外资洋行的中高层职员。1954年，乌鲁木齐南路得名，公寓也随之而更名为乌鲁木齐公寓。又因公寓处于安康路（今安亭路41弄，已不存在）南侧，而被称作安康公寓。目前公寓为普通民居，底层沿街开设商店。2005年，公寓被列入第四批上海市优秀历史建筑名单。

## 建筑特色
公寓占地面积616平方米，是一幢6层砖混结构的建筑，呈东西向布置。建筑为楔形平面，平顶屋面。建筑采用现代风格，具有明显的装饰艺术特征。建筑外观简洁，立面采用交错排列的褐色砖和浅黄色水泥粉刷，二者形成材质对比，增加了立面构图的层次感。建筑南、北立面做出突出檐口的线条，线条突出檐口的部分以褐色砖装饰。沿街转角处的立面自二层起亦设有竖向的红色装饰线。建筑采用方形窗户，部分窗下阳台做圆角处理。
公寓中央入口处设有门斗，内部公共空间和楼梯间均贴有暖色调的马赛克砖。